# Крымская пещера
Крымская пещера, Терпи-Коба (укр. Кримська печера, крымскотат. Terpi Qoba, Терпи Къоба) — карстовая полость  вертикального типа (шахта) в Горно-Крымской карстовой области на Караби-яйле.

## География
Вход расположен на дне пологой карстовой воронки в основании склона верхнего плато под вершиной Каратау (Кара-Тау). Длина — 240 м, глубина — 135 м, площадь — 800 м², объем — 6400 м³, высота входа над уровнем моря  — около 975 м, категория трудности — 2-А. Шахта заложена в слоистых верхнеюрских известняках, у крупного разлома. Вход в полость расположен в карстовой воронке. Начинается шахтой глубиной 40 м, которая открывается в своды зала, днище которого укрыто глыбами. Через отверстие в стене зал соединяется с параллельной шахтой. Распространены глыбовые накопления, натёчные образования, глина. 

## Исследования
Открыта севастопольскими спелеологами в 1963 году. Продолжение полости обнаружено и исследовано в 1970 году республиканским спелеолагерем. 